# Polányi Imre
Polányi Imre (Ladamóc, 1925. október 3. – Pécs, 1999. szeptember 23.) magyar történész, egyetemi tanár.

## Életpályája
A Felvidékről származott. 1944-ben szovjet hadifogságba esett. Az 1950-es évek elején diplomázott, ezután előbb az ELTE Bölcsészettudományi Karon, majd Szegeden tanított. Kandidátusi disszertációjával 1968 nyarára készült el, mely a szlovákiai magyarság újabb kori történetéről szólt. Dolgozata kényesebb részein a kért javításokat azonban nem volt hajlandó elvégezni, majd a védés a csehszlovákiai bevonulással lekerült a napirendről is, azt csak 1982-ben védhette meg. Az 1968-as történelmi események ez alkalommal sem kerülték ki, volt véleménye a bevonulásról, ki is mondta, mire eltávolították Szegedről: „Büntetésből három év Nyíregyházát kaptam.”
1972-től a Pécsi Tanárképző Főiskola oktatója, majd 1982-től a megalakuló Janus Pannonius Tudományegyetem docense, később professzora. 
A pécsi egyetemi szintű történészképzés megszervezésében iskolateremtő érdemei voltak, tudatosan törekedett arra, hogy a jó oktatói és kutatói képességeken túl olyan kollégák kerüljenek az egyetemre, akik emberileg is alkalmasak arra, hogy valódi közösséget alkossanak. A  BTK Történettudományi Intézetében 2013-ban termet neveztek el róla. Az akkori Tanárképző Kar oktatási dékánhelyetteseként komoly szerepe volt abban, hogy az ÁJK és a KTK, illetve az egyetemi  vezetés elfogadta, támogatta és fokozatosan szakmailag  is elismerte a Tanárképzőből kinövő új kart.
Súlyos betegségben 1999-ben hunyt el.

## Főbb szakterületei
A 20. századi kelet-közép-európai történelem, nemzetiségkutatás-de hobbiból egy ideig ókort is tanított elsősöknek. A pécsi egyetemi történészképzés egyik megteremtője és mentora.
Legendás jegyzete, „Az ókori világ története” több kiadást ért meg, ezt a művét fogadásból, fejezeteiben az időben visszafelé haladva írta meg. Az évtizedek során igen sok tankönyvvel, jegyzettel, szöveggyűjteménnyel segítette a modern kor és ókori történelem egyetemi szintű oktatását. Értéküket jól jelzi, hogy ezek a művek ma is hasznos forrás-és segédanyagok.
A nemzetiségkutatással, a környező országok történelmével is szívesen foglalkozott, hallgatóit gyakran biztatta, hogy tanuljanak szerbül, románul, szlovákul, legyenek tisztában a szomszédok történelmével.
A híres szigetvári történészkonferenciák, melyeknek egyik fő szervezője volt, a '90-es években e köré a téma köré szerveződtek, a legrangosabb magyarhistorikusok jöttek el előadást tartani.
A pécsi egyetemi szintű történészképzés megszervezésében iskolateremtő érdemei voltak, tudatosan törekedett arra, hogy a jó oktatói és kutatói képességeken túl olyan kollégák kerüljenek az egyetemre, akik emberileg is alkalmasak arra, hogy valódi közösséget alkossanak. A  BTK Történettudományi Intézetében 2013-ban termet neveztek el róla. Az akkori Tanárképző Kar oktatási dékánhelyetteseként komoly szerepe volt abban, hogy az ÁJK és a KTK, illetve az egyetemi vezetés elfogadta, támogatta és fokozatosan szakmailag is elismerte a Tanárképzőből kinövő új kart.
A város szellemi közéletében munkái és tanítványai révén egyaránt jelen volt, történelmi ismeretterjesztő munkásságáért megkapta a TIT Grastyán Endre-díját, a város a Pro Civitate, a megye a Pro Communitate kitüntetéssel ismerte el kiemelkedő szakmai  közösségteremtő munkáját. Egyike volt az egyetem első Professor Emeritusainak.